# Звіад Ратіані
Звіад Ратіані (груз. ზვიად რატიანი, нар. 1971 p. у Тбілісі) — грузинський поет та перекладач. Друкується з 1992 року. Автор семи збірок віршів: «Винайди мене» (1993), «Урок шепотіння» (1994), «Кишенькове повітря» (2000), «Шляхи та дні» (2005), «Відкриті та приховані присвяти» (2008), «Передостанні вірші» (2009), та «Негатив» (2009). Перекладає з англійської та німецької мов. В його перекладах грузинською мовою вперше опубліковано вірші Р. М. Рільке, Е. Паунда, Р. Фроста, К. Сендберга, У. Х. Одена, Р. Лоуелла, Т. Хьюза, М. Стренда, Д. Уолкотта, Ш. Хини та ін. Окремими книгами опубліковано поезії Т. С. Еліота та Пауля Целана у перекладі на грузинську Звіада Ратіані. Поезії Звіада Ратіані друкувались у німецьких, російських, французьких, азербайджанських, британських та австрійських виданнях російською, азербайджанською, англійською, французькою та німецькою мовами. Лауреат декількох літературних премій: премії Інституту Гете за переклади віршів Пауля Целана (1999), премії Важа Пшавела за збірку «Шляхи та дні» (2005), грузинської літературної премії «Саба» (2010) у номінації «Поезія» за збірку віршів «Негативи». Для українського видання поезій в журналі «Всесвіт» 9-10 номер, 2010 рік, з грузинської мови зробила переклад Богдана Козаченко.

## Джерело
- журнал «Всесвіт, 9-10 номер, 2010 рік»]